# Žakanje
Žakanje est un village et une municipalité située dans le comitat de Karlovac, en Croatie. Au recensement de 2001, la municipalité comptait 3 193 habitants, dont 97,07 % de Croates et le village seul comptait 161 habitants.

## Localités
La municipalité de Žakanje compte 22 localités :
| - Breznik Žakanjski - Brihovo - Bubnjarci - Bubnjarački Brod - Donji Bukovac Žakanjski - Ertić - Gornji Bukovac Žakanjski - Jadrići - Jugovac - Jurovo - Jurovski Brod | - Kohanjac - Mala Paka - Mišinci - Mošanci - Pravutina - Sela Žakanjska - Sračak - Stankovci - Velika Paka - Zaluka Lipnička - Žakanje |